# Christian Branner
Georg Christian Johannes Branner (født 26. juni 1866, død 1. maj 1908) var dansk cand.mag. og medbestyrer af Ordrup Gymnasium sammen med sin svigerfar, skolens grundlægger H.C. Frederiksen, kaldet ”Friser”. Han blev med årene oftest omtalt som Kristian Branner.
Branner blev født i Skt. Peders sogn i Slagelse 24. juni 1866 som søn af sognepræst Georg Christian Mechlenburg Branner (1811-1889) og dennes 2. hustru, Louise Vilhelmine Hertel (1836-1907).
Han blev i 1884 student fra Sorø Akademi og var fra 1887 lærer ved Ordrup Latin- og Realskole (i dag: Ordrup Gymnasium), blev cand.mag. i 1890 og var fra august 1897 og frem til sin tidlige død i 1908 medbestyrer af ("meddrektor" for) skolen, hvor han underviste i fransk, historie, latin og engelsk.
Han indgik 23. juli 1895 ægteskab i Ordrup Kirke med Fanny Frederiksen (1871-1962), datter af skolebestyrer H.C. Frederiksen og Fanny Francisca Emilie, født Hansen (1843-1909), og fik med hende børnene Karen Louise (1897-1898), Mogens (1899-1955), Ida Marie (1900-1991) og Hans Christian (1903-1966). Familien var bosiddende i Ordrup på Fredensvej 24 og fra 1900 på Hyldegaards Tværvej 9, opført 1899
 (på den tid: Hyldegaards Tværvej 5).
Han døde som kun 41-årig 1. maj 1908 få dage efter en operation på Kommunehospitalet i forbindelse med blindtarmsbetændelse. Op til den sørgehøjtidelighed, der blev afholdt 4. maj på skolen i forbindelse med hans bisættelse, strømmede det ind med kranse og deltagende breve, herunder fra kong Frederik VIII, som udtrykte sin forståelse for, hvilket tab skolen havde lidt. I sørgehøjtideligheden deltog over tusind mennesker, herunder familie, venner og bekendte, skolens lærere, ledende skolefolk og andre kolleger samt nuværende og forhenværende elever og deres forældre. Hans urne blev nedsat på Gentofte Kirkegård 7. maj 1908.   

## Eftermæle
Han var svoger til digteren og forfatteren Sophus Schandorph og havde via denne kontakt med kredsen omkring Georg Brandes.
Kort før sin død havde han senest bidraget med en længere faglig artikel om "Den Kunst at undervise i Historie", offentliggjort i Pædagogisk Selskabs "Vor Ungdom - Tidsskrift for Opdragelse og Undervisning", der af udgiverne blev betegnet som "Branners pædagogiske Testamente".
I avisomtale efter hans død betegnedes han som en fremragende skolemand med et radikalt tilsnit, i høj grad veltalende og en interesseret deltager i forhandlinger om skolespørgsmål, som en i vide kredse kendt og skattet skolemand og som en meget dygtig teoretisk og praktisk pædagog.
En kreds af forældre besluttede kort tid efter hans død at foranstalte en indsamling til varigt minde om ham i form af et billede af ham til ophængning i skolen og et til skolen knyttet legat, der skulle bære hans navn. Legatet fik navnet Branners Mindelegat og uddeles stadig på Ordrup Gymnasium.
Ved sin afsked i 1917 som rektor for Ordrup Gymnasium udtalte Branners nevø, Ernst Kaper, magistratsborgmester i Københavns Kommune, bl.a. følgende: ”Den 6. juli er der gaaet ni Aar, siden Professor Frederiksen dybt bevæget lagde Skolens Styrelse i min Haand, efter at den ved hans Svigersøn og Medbestyrer, Christian Branners, Død var blevet for tung for ham i hans høje Alder. Som jeg lovede ham, har jeg søgt at værne om de ejendommelige Traditioner, jeg tog i Arv efter ham og Branner, og som var mig kære fra den Tid, da jeg som ganske ung var Lærer ved Skolen.”
I skolens 100 års jubilæumsbog fra 1973 er det fremhævet, at eksamensretten (skolens første to studenter dimitterede i 1889) nødvendiggjorde et mere akademisk præget lærerkorps og i forlængelse heraf: "Blandt mændene af den nye akademiske lærertype ragede Kristian Branner op, ikke alene i kraft af sin pædagogiske originalitet og idérigdom, men også og især som den, der mere end nogen anden gjorde overgangen til eksamensskole mulig".
Af artiklen i Den Store Danske om H.C. Frederiksen (”Friser”) fremgår det, at han som noget nyt skabte en ”personlig skole” med nær kontakt imellem børn, hjem og skole ud fra valgsproget, at ”det vigtigste i skolens liv er alt det, der ikke står på skemaet”, hvilket indebar, at skolen gennem lang tid blev anset for at være et forargelsens tegn, og artiklen fortsætter: ”… havde han ikke haft Kr. Branner ved sin side, havde han næppe formået at føre en højere eksamensskole igennem.” 
Brannersvej i Ordrup, der var anlagt i 1894, blev i 1928 opkaldt efter Christian Branner.

## Ikonografi
Portrætmaleri, udført af maleren Einar Olsen og skænket til skolen af Ordruppersamfundet i forbindelse med skolens 50-års jubilæum i 1923.